# Harish Johari
Harish Johari (en hindi: हरीश जौहरीen inglés: Harish Johari ; 12 de mayo de 1934, Faridpur, Uttar Pradesh - 20 de agosto de 1999, Hardwar, Uttarakhand) es un artista, escultor, compositor, cantante, músico, profesor, filósofo, chef y escritor indio.
Popularizador de la idea de combinar las enseñanzas esotéricas del hinduismo con los logros científicos del llamado mundo occidental, en un sistema filosófico y aplicado holístico. Ha escrito una treintena de libros  sobre medicina ayurvédica, cocina, gemología, astrología, pintura y filosofía hindú. Es el autor de la versión moderna del juego de mesa Leela, desarrollado por sabios indios a partir de los textos de los Vedas, Puranas y Smriti.

## Biografía
Harish Johari nació en el pueblo de Faridpur, en el estado indio de Uttar Pradesh. Heredó una parte importante de sus talentos y su amplitud de conocimientos de sus padres. Su padre Banki Behari Lal Johari se desempeñó como juez, practicó astrología védica, hatha yoga y también estudió en la escuela Vedanta. Además de su padre, los modelos a seguir del joven Johari fueron su madre Tara Devi, su tío abuelo, autor de más de cien libros sobre astrología védica y tantra, y otros miembros de la familia que vivían en la misma casa que él.
Desde pequeño, Harish Johari estuvo dotado de un intelecto agudo, una memoria asombrosa y talentos artísticos versátiles. Un día, el precoz Johari le dijo a su padre que quería renunciar al mundo, convertirse en santo y vivir en una cueva por el resto de su vida. El padre del niño lo disuadió de cometer un acto tan imprudente. A la edad de tres años, Harish pronunció un discurso y recitó versos revolucionarios de memoria en una reunión de Arya Samaj para discutir los Vedas y los valores dhármicos.
En 1948, el padre de Harish fue nombrado juez principal de la ciudad de Basti, y la familia Johari se vio obligada a trasladarse con frecuencia a ciudades como Jaunpur, Banda, Rampur y Saharanpur. Por ello, el joven fue educado en diferentes ciudades. Recibió su licenciatura en Jaunpur. En 1953, fue a una escuela de lucha libre, donde un famoso luchador indio le enseñó artes marciales, educación física y masajes (ver el prefacio de su libro Masaje Ayurvédico).
En la ciudad de Rampur, Harish se involucró con un círculo de poetas y músicos, entre los que se encontraba Jagdish Mohan, un famoso cantante y compositor, que más tarde se convirtió en su amigo de toda la vida. La música se convirtió en otro campo donde se realizaron sus habilidades creativas y analíticas. El efecto del sonido sobre la conciencia humana y el sistema nervioso siempre ha interesado a Johari. Sus experiencias musicales se concretaron en obras musicales meditativas y canto de mantras . En América y Europa dio conferencias sobre la influencia del sonido en el cuerpo humano. Se han conservado muchas grabaciones de audio con música y mantras interpretados por él.
En 1957, Harish obtuvo una maestría en filosofía en el Bareilly College y dos años más tarde, en 1959, una maestría en literatura y filosofía urdu en la Universidad de Lucknow . A pesar de estos éxitos, Johari profundizó en el estudio de las ciencias ayurvédicas, explicando su elección por heredar una tradición familiar. Su habilidad en la poesía urdu lo lleva a la compañía de santos sufíes y ganó una buena reputación en reuniones y concursos de poesía.
Después de la muerte de su padre en 1960, Harish regresa a su casa en Bareilly para mantener a su madre y a sus seis hermanos solteros. A los 27 años consigue trabajo como secretario y traductor en la empresa Lummus. Después de la boda, en 1962 dejó su trabajo y dominó la profesión de escultor, utilizando las habilidades de trabajar con arcilla que conocía desde la más tierna infancia.
Harish recibe su primer encargo: tiene la tarea de hacer una estatua gigante del dios mono Hanuman para un templo en Bareilly. Mientras trabaja en el templo, se acerca a los santos ascetas locales. El curioso Harish les pregunta sobre diversas cosas, desde la escultura que adorna el templo hasta los dioses que representa y los rituales para venerarlos. Fue entonces cuando comienza a pensar en el hecho de que todos los fenómenos del campo de la materia, el espíritu y el pensamiento están estrechamente entrelazados entre sí, y comienza a desarrollar su propia cosmovisión, construida sobre la base del hinduismo tradicional. Sin embargo, según el propio Johari, el trabajo más grande en el templo lo realizaba un bhaktista, una persona que ama y adora a Dios con devoción.
Al mismo tiempo, desarrolla sus habilidades como pintor. La familia Johari tenía la tradición de pintar historias de la vida del Señor Krishna en la pared, en forma de murales, cada año en el cumpleaños de Krishna. Más tarde, su estilo distintivo de pintura se desarrolló bajo la guía de su profesor de arte, el maestro Chandra Bal. En 1967, Harish conoció a David Padwa y al Dr. Richard Alpert, quien más tarde se hizo conocido como Ram Dass .
En 1969, Harish Johari fue invitado a Estados Unidos para colaborar en un proyecto cinematográfico. Aunque dicho proyecto se canceló poco después, esta experiencia le brindó la oportunidad de cumplir parte de su propósito vital. En su estadía, conoció a un grupo de artistas, científicos y estudiantes interesados en la filosofía hindú y la cultura india. Johari ofreció conferencias y respondió con claridad a sus preguntas, abordando temas como los principios del Ayurveda, el swara yoga, el Tantra, la estructura energética del cuerpo, los mantras y su impacto en la conciencia humana.
En 1974, se publica en Estados Unidos el primer libro de Harish Johari, Dhanvantari. Vida según las leyes del Ayurveda. Le sigue Leela - el juego de la Conciencia Cósmica. Ese mismo año, a los cuarenta años, Harish decide regresar con su familia a la India.
Entre 1976 1983, Harish realizó visitas frecuentes a América y Europa, donde ofreció conferencias sobre diversas disciplinas, como la pintura, la filosofía india, los chakras, los sueños, la numerología y más. En 1976, se publicó por primera vez su libro Chakras en Alemania. En 1978 tuvo lugar la primera exposición de sus pinturas en una galería de arte de Ámsterdam. En Holanda se imprimen postales con imágenes de planetas y deidades, obra de Johari. En 1983, en Nueva York, Harish conoció a Ehud Sperling, quien pronto publicó todos sus libros y casetes de audio con música, y se convirtió en un amigo cercano y confidente de Johari.
Entre 1986 y 1990, Harish Johari escribió 5 libros en cuatro años: "Herramientas para el Tantra" (1986), "El poder curativo de las piedras preciosas: en Tantra, Ayurveda y Astrología" y "Cocina curativa ayurvédica" (1988) publicado por primera vez en Alemania, Respiración, mente y conciencia (1989), Numerología (1990). Posteriormente, en 1996, se publicó la obra Masaje Ayurvédico.
En 1997, Johari, después de enterarse por el astrólogo Swami Narayan Rishi, de 104 años, de que el rostro de la muerte había aparecido en su constelación, se mudó con su familia a Hardwar. Y aunque en los años siguientes Johari se centró casi por completo en sus alumnos, continuó escribiendo. En 1997 se publicó El nacimiento del Ganges y en 1998 El mono y el árbol del mango.
Harish Johari murió el 20 de agosto de 1999 en su casa de Hardwar. El último manuscrito en el que trabajó fue una reedición de Chakras. Fue editado y publicado después de su muerte. Otro proyecto, The Planet Meditation Kit, se publicó a finales de 1999.
Con la ayuda de la hija menor de Harish, Sapna Johari, su hermano Suresh Johari y el ilustrador alemán Pieter Weltevrede y sus otros estudiantes, en 2002 se finalizó y publicó su libro inacabado El pequeño Krishna, que contiene cuentos educativos para niños pequeños.